# Supernova (film, 2000)
Pour les articles homonymes, voir Supernova (homonymie).
Pour plus de détails, voir Fiche technique et Distribution.
Supernova est un film de science-fiction américano-suisse réalisé par Walter Hill et sorti en 2000.
Le film est un cuisant échec commercial.

## Synopsis
Au XXIIe siècle, le vaisseau médical Nightingale 229 traverse le cosmos. À son bord, le capitaine A. J. Marley, son copilote Nick Vanzant, le docteur Kaela Evers, l'informaticien Benji Sotomejor le technicien médical Yerzy Penalosa et sa compagne Danika Lund. Le vaisseau abrite également un étrange robot ainsi que l'ordinateur central surnommé "Dulcinée" par Ben.
L'équipage reçoit un étrange signal de détresse d'un certain Karl Larson, provenant d'une exploitation minière de la lune Titan 37, située à des milliers d'années lumière. Ils font un saut spacial pour se rendre sur place. Le caisson du capitaine est cependant altéré durant le voyage. Kaela décide d'abréger ses souffrances et le tue. Par ailleurs, le vaisseau est pris dans un orage magnétique provoqué par une étoile sur le point d'exploser. La survie s'organise rapidement, car le vaisseau doit se recharger pour repartir avant que l'étoile ne se transforme en supernova. Environ 17 heures seront nécessaires à cette opération.
Une navette d'évacuation rejoint alors le vaisseau avec à son bord un homme nommé Troy. Kaela s'aperçoit qu'il est le fils de Karl Larson, un homme qu'elle a connu il y a très longtemps. Troy révèle que son père est mort depuis 3 ans et qu'il lui avait toujours dit d'appeler Kaela en cas de besoin. Méfiant, Nick demande à Yerzy de fouiller le vaisseau de Troy. Il y découvre un étrange objet lumineux. Troy en dit un plus sur l'objet qui semble d'origine extraterrestre. Nick veut s'en débarrasser malgré l'insistance de Troy, qui pense pouvoir en tirer une fortune.
Nick se rend seul sur l'exploitation minière à la recherche de carburant selon les dires de Troy. Nick a demandé à l'équipage de bien surveiller Troy. Ce dernier commence à exercer une emprise sur Danika avec laquelle il fait l'amour. Yerzy est quant à lui attiré et obsédé par l'objet. De son côté, Kaela poursuit ses recherches sur l'objet. Il s'avère être fait de matière isotopique extra-dimensionnelle. Dulcinée lui révèle qu'il viendrait de la neuvième dimension. Le docteur comprend qu'il s'agit d'une sorte de bombe permettant de générer une nouvelle galaxie en supprimant tout ce qui existait avant cela. Un examen de Yerzy, qui a passé beaucoup de temps collé à l'objet, montre qu'il a développé sa masse musculaire et qu'il rajeunit.
Toujours sur Titan, Nick reçoit un appel radio de Troy. Celui-ci contrôle à distance la base et tente de tuer Nick. Il fait revenir la navette vide et laisse Nick sur place. Danika découvre cela et tente de l'arrêter mais Troy l'éjecte dans l'espace. Il affronte ensuite Yerzy, qui découvre qu'il est quasiment invincible. Troy se débarrasse également de son corps dans l'espace. Seuls Ben et Kaela sont encore sur le Nightingale. Ben tente de tuer Troy avec un harpon mais Troy parvient à le retirer et son corps se régénère. Malgré un appel à l'aide à l'intelligence artificielle de l'ordinateur du vaisseau, Ben est tué.
Troy retrouve ensuite Kaela. Il lui révèle qu'il est en réalité Karl et qu'il a rajeunit grâce à l'objet alien. Mais les plans de Troy sont remis en cause par le retour de Nick sur le Nightingale. Kaela et Nick tentent de se débarrasser de l'objet grâce au robot mais Karl devient de plus en plus fort. Ils parviennent cependant à le piéger et le font exploser avec une partie du vaisseau. Troy est éjecté dans l'espace.
Dulcinée explique que l'explosion de la supernova ainsi que celle de l'objet aura des répercussions sur la Terre dans 51 ans. Alors que Troy a détruit quasiment tous les caissons, Kaela et Nick réalisent le saut dimensionnel dans le même caisson. À leur réveil, Dulcinée leur apprend qu'ils ont échangé une partie de leurs gènes et que Kaela est enceinte. Ils retournent ensuite sur Terre.

## Fiche technique
Sauf indication contraire, les informations mentionnées dans cette section peuvent être confirmées par la base de données cinématographiques IMDb,  présente dans la section « Liens externes ».
- Titre original et français : Supernova
- Réalisation : Walter Hill (crédité sous le pseudonyme de Thomas Lee)
  - Avec la participation non créditée de Jack Sholder et Francis Ford Coppola
- Scénario : David C. Wilson, d'après une histoire de William Malone et Daniel Chuba
- Musique : David C. Williams
- Photographie : Lloyd Ahern II
- Montage : Melissa Kent et Michael Schweitzer, avec la participation non créditée de Francis Ford Coppola et Freeman A. Davies
- Production : Daniel Chuba, Jamie Dixon et Ash R. Shah

Production déléguée : Ralph S. Singleton
- Sociétés de production : Hammerhead Productions, Metro-Goldwyn-Mayer, Screenland Pictures et United Artists
- Sociétés de distribution : MGM/UA (États-Unis), United International Pictures (France)
- Budget : estimé entre 60 et 90 millions de dollars[1],[2]
- Pays de production :  États-Unis,  Suisse
- Format : couleurs (Deluxe) - 2:35:1 - DTS - Dolby Digital - 35 mm
- Genre : science-fiction, horreur
- Durée : 87 minutes
- Dates de sortie : 
  - États-Unis : 14 janvier 2000
  - France : 6 septembre 2000

## Distribution
- James Spader (VF : Guillaume Orsat) : Nick Vanzant
- Angela Bassett (VF : Rafaèle Moutier) : Dr Kaela Evers
- Robert Forster : le capitaine A. J. Marley
- Lou Diamond Phillips (VF : Julien Kramer) : Yerzy Penalosa
- Peter Facinelli : Karl Larson
- Robin Tunney : Danika Lund
- Wilson Cruz (VF : Lucien Jean-Baptiste) : Benjamin Sotomejor
- Vanessa Marshall : l'ordinateur Sweetie (Dulcinée en VF) (voix)
- Kevin Sizemore : le chef des recrues (non crédité)

## Production

### Genèse et développement
Le projet est initialement développé par le réalisateur William Malone à la fin des années 1980, sous le titre Dead Star. Il envisage alors un film à petit budget, entre 5 et 6 millions de dollars, et le décrit comme « Calme blanc dans l'espace »,. Son script raconte une expédition spatiale durant laquelle sont découverts des artefacts d'une civilisation extra-terrestre et dont les membres les ramènent sur Terre. L'un des objets contient une force maléfique. William Malone et le producteur Ash R. Shah demandent alors à l'artiste suisse Hans Ruedi Giger (créateur de la créature du film Alien, le huitième passager) de créer quelques concepts pour les aider à vendre le script. La Metro-Goldwyn-Mayer acquiert ensuite les droits du script. Plusieurs scénaristes s'enchainent alors sur le projet, notamment David Campbell Wilson, Daniel Chuba, Cathy Rabin et Thomas Wheeler. En 1997, l'intrigue a évolué et met désormais en scène un vaisseau médical, le Nova, répondant à un signal de détresse d'un vieux vaisseau menacé par un trou noir.
Le réalisateur australien Geoffrey Wright est engagé pour mettre en scène le film. Il quitte cependant le projet deux mois avant le début du tournage, pour des divergences artistiques. Il aurait voulu tourner entièrement le film sans gravité, ce qui est refusé par la MGM. Vincent D'Onofrio est initialement choisi pour le rôle principal, mais il quitte le projet ) à la suite du départ du réalisateur. James Spader est alors engagé pour reprendre le rôle. Le poste de réalisateur revient quant à lui à Jack Sholder. Cependant, le président de la MGM Frank Mancuso est hésitant à l'engager. James Spader propose alors de choisir Walter Hill, qui a écrit et produit les films Alien. Walter Hill est séduit par l'idée de réaliser un film de science-fiction et de travailler avec James Spader, même s'il trouve que le scénario a plusieurs défauts. La MGM s'inquiète alors d'une grève à venir de la guilde des acteurs et maintient les délais de production inchangés. Cela ne laisse donc que peu de temps à Walter Hill pour préparer le film et retravailler le script. Il procède ainsi à plusieurs modifications du script, sans savoir que la présidente d'United Artists Lindsay Doran y était très attaché,.

### Tournage, projections test et problèmes de postproduction
Le tournage début en avril 1998. Walter Hill révèlera que le budget a été réduit de moitié durant la production. Il se déroule dans les Raleigh Studios à Los Angeles. De nombreuses scènes d'action et des effets spéciaux sont donc retirés du film.
Dès juillet 1998, alors que le tournage principal est quasiment achevé, Walter Hill passe 24 semaines sur le montage du film, qui ne contient alors aucune scène avec effets spéciaux finalisés. La MGM décide malgré tout de faire une projection test devant un public. Walter Hill dit alors au studio que cela va être une catastrophe car le film n'est pas finalisé et qu'il souhaite encore y faire quelques ajouts. La MGM refuse, arguant que cela va rajouter 1,5 million de dollars au budget. Walter Hill exige alors un rendez-vous avec le président du studio, Frank Mancuso. Ce dernier exige quant à lui que le réalisateur se remette au travail.
Comme prévu par Walter Hill, la projection test est un désastre. Le réalisateur décide alors de quitter le projet. La MGM engage alors un autre réalisateur, Jack Sholder, pour remonter la version de Walter Hill et de procéder à des re-shoots pour tenter de sauver le film. De nombreuses scènes précédemment tournées par Walter Hill sont supprimées, notamment certaines qui développent les personnages. D'autres scènes sont ajoutées. De plus, la musique électro-rock du compositeur allemand Burkhard Dallwitz est remplacée par une composition, plus classique, de David C. Williams.
Une nouvelle projection test est faite et la version de Jack Sholder est mieux accueillie. Cependant, de nouveaux dirigeants sont à la tête de MGM/UA (Alex Yemenidjian et Chris McGurk) et ne sont pas totalement satisfaits des réactions suscitées par la version de Jack Sholder. Le studio recontacte alors Walter Hill. Ce dernier demande alors 5 millions de dollars pour tourner de nouvelles scènes ainsi qu'un délai supplémentaire. Le studio refuse et Walter Hill quitte définitivement le film.
En août 1999, Francis Ford Coppola, membre du board de la MGM, est choisi pour superviser un nouveau montage du film via sa société American Zoetrope. Il bénéficie alors d'un budget de 1 million. Le réalisateur tente de proposer une version proche des souhaits initiaux de Walter Hill. Cependant, cette nouvelle version obtient un accueil négatif en projection test et n'obtient pas la classification PG-13 souhaitée par le studio. Patrick Tatopoulos, dont les effets spéciaux ont quasiment été supprimés du montage final, explique que Walter Hill voulait faire un film avec une vision grotesque, étrange et dérangeante alors que la MGM souhaite en faire un film sexy et branché sans trop d'effets spéciaux
En octobre 1999, la MGM décide malgré tout de vendre le film. Il ne sort qu'en janvier 2000, soit deux ans après la date initialement prévue par le studio.
Selon le générique, le film est réalisé par Thomas Lee. Il s'agit d'un pseudonyme car Walter Hill ne voulait pas être crédité au générique. Ce pseudonyme remplace celui d'Alan Smithee, jusqu'alors autorisé par la Directors Guild of America pour les réalisateurs reniant leur film.

## Sortie et accueil

### Critique
Le film reçoit des critiques très négatives. Sur l'agrégateur américain Rotten Tomatoes, il récolte 10% d'opinions favorables pour 61 critiques et une note moyenne de 3,25⁄10. Le consensus du site est « c'est une insulte au genre de la science-fiction avec aucune excitation et de très mauvais effets spéciaux ». Sur Metacritic, il obtient une note moyenne de 19⁄100 pour 19 critiques.
En France, le film obtient une note moyenne de 2,4⁄5 sur le site Allociné, qui recense 11 titres de presse.

### Box-office
Avant même la sortie, la MGM prévoit que Supernova sera un flop au box-office. Il ne rapporte qu'environ 15 millions de dollars dans le monde pour un budget estimé à environ 90 millions. Supernova figure ainsi parmi les plus gros échecs au box-office avec des pertes estimées à 83 millions de dollars.
| Pays ou région    | Box-office   | Date d'arrêt du box-office | Nombre de semaines |
| ----------------- | ------------ | -------------------------- | ------------------ |
| États-Unis Canada | 14 230 455 $ | 2 mars 2000                | 7                  |
| France            | 905 entrées  |                            |                    |
| Total mondial     | 14 828 081 $ | -                          | -                  |